# Scottish Women's Premier League
La Scottish Women's Premier League (SWPL) è la massima serie del campionato scozzese femminile di calcio ed è posta sotto l'egida della Scottish Women's Football (SWF). La SWPL è stata fondata nel 2002 e attualmente partecipano ben dodici squadre. A partire dal 2009 la SWPL ha cadenza annuale, inizia a marzo e termina a novembre. Il Glasgow Cityha vinto il maggior numero di campionati (12), di cui gli ultimi undici consecutivamente. Per la stagione 2016-2017 la SWPL è l'undicesimo campionato di calcio femminile in Europa secondo il ranking stilato dalla UEFA.

## Storia
La Scottish Women's Premier League è stata fondata nel 2002 distaccandosi dalla Scottish Women's Football League (SWFL), che era stata fondata nel 1999. Il primo campionato nella stagione 2002-2003 fu vinto dal Kilmarnock, che bissò il titolo di campione di Scozia vinto l'anno precedente. La stagione successiva vide la vittoria del campionato da parte dell'Hibernian, che vinse 17 delle 18 partite disputate. Nel 2004-2005 il Glasgow Cityvinse il suo primo campionato grazie alla vittoria di 21 delle 22 partite disputate. Le due stagioni successive videro la doppia vittoria dell'Hibernian, che fu in grado di vincere tutte le partite della stagione 2006-2007. A partire dal 2007-2008 il Glasgow Cityha dominato la scena vincendo tutte le edizioni della Scottish Women's Premier League fino al 2015. In particolare, nella stagione 2011 il Glasgow City ha vinto tutte le partite del campionato distanziando la seconda classificata di 15 punti. Nelle tre stagioni successive perse una sola partita e vincendo tutte le altre, mentre nella stagione 2015 ha terminato il campionato con 18 vittorie e due pareggi. Grazie al dominio del Glasgow City in campionato e alle sue prestazioni nelle competizioni europee, la SWPL ha guadagnato l'undicesima posizione nel ranking UEFA, che ha valso una seconda squadra in UEFA Women's Champions League 2016-2017.

## Formato
Fino alla stagione 2011 le squadre partecipanti si affrontavano in un girone all'italiana con partite di andata e ritorno, al termine del quale la prima classificata era dichiarata campione di Scozia e l'ultima classificata retrocedeva.
A partire dalla stagione 2012 la formula è cambiata: le dodici squadre partecipanti si affrontano in un girone di sola andata al termine del quale vengono suddivise in due gironi. Le prime sei classificate si affrontano in un girone all'italiana con partite di andata e ritorno per un totale di dieci giornate per decretare la squadra campione di Scozia. Le ultime sei classificate si affrontano in un girone all'italiana con partite di andata e ritorno per un totale di dieci giornate, al termine del quale le ultime due classificate retrocedono in Scottish Women's First Division.
A partire dalla stagione 2016 il formato verrà modificato con la creazione di due livelli di otto squadre ciascuno: Scottish Women's Premier League 1 (SWPL 1) e Scottish Women's Premier League 2 (SWPL 2). In entrambe le divisioni le squadre partecipanti si affronteranno tre volte con almeno una partita in casa e una in trasferta per un totale di 21 giornate. La prima classificata della SWPL 1 verrà retrocessa in SWPL 2. La prima classificata in SWPL 2 verrà promossa in SWPL 1 e le ultime due classificate verranno retrocesse in Scottish Women's Football League.
Fino alla stagione 2015 la prima classificata veniva ammessa alla UEFA Women's Champions League. Dal termine della stagione 2016 anche la seconda classificata accederà alla UEFA Women's Champions League 2016-2017.

## Le squadre

### Organico attuale SWPL 1
Alla stagione 2024-2025 della massima serie scozzese sono iscritte le seguenti 12 squadre:
- Aberdeen
- Celtic
- Dundee United
- Glasgow City
- Hearts
- Hibernian
- Montrose
- Motherwell
- Partick Thistle
- Queen's Park
- Rangers
- Spartans

### Organico attuale SWPL 2
Alla stagione 2024-2025 della seconda serie scozzese parteciperanno le seguenti otto squadre:
- Ayr United
- Boroughmuir Thistle
- Gartcairn
- Hamilton Academical
- Kilmarnock
- Livingston
- St. Johnstone
- Rossvale

## Albo d'oro
- 2002-2003:  Kilmarnock
- 2003-2004:  Hibernian
- 2004-2005:  Glasgow City
- 2005-2006:  Hibernian
- 2006-2007:  Hibernian
- 2007-2008:  Glasgow City
- 2008-2009:  Glasgow City
- 2009:  Glasgow City
- 2010:  Glasgow City
- 2011:  Glasgow City
- 2012:  Glasgow City
- 2013:  Glasgow City
- 2014:  Glasgow City
- 2015:  Glasgow City
- 2016:  Glasgow City
- 2017:  Glasgow City
- 2018:  Glasgow City
- 2019:  Glasgow City
- 2020: non terminato
- 2020-2021:  Glasgow City
- 2021-2022:  Rangers
- 2022-2023:  Glasgow City
- 2023-2024:  Celtic

## Statistiche

### Titoli per squadra
| Squadra      | Titoli | Anni |
| ------------ | ------ | --- |
| Glasgow City | 16     | 2004-2005, 2007-2008, 2008-2009, 2009, 2010, 2011, 2012, 2013, 2014, 2015, 2016, 2017, 2018, 2019, 2020-2021, 2022-2023 |
| Hibernian    | 3      | 2003-2004, 2005-2006, 2006-2007                                                                                         |
| Celtic       | 1      | 2023-2024 |
| Kilmarnock   | 1      | 2002-2003 |
| Rangers      | 1      | 2021-2022 |